# Prowadnica sprężysta

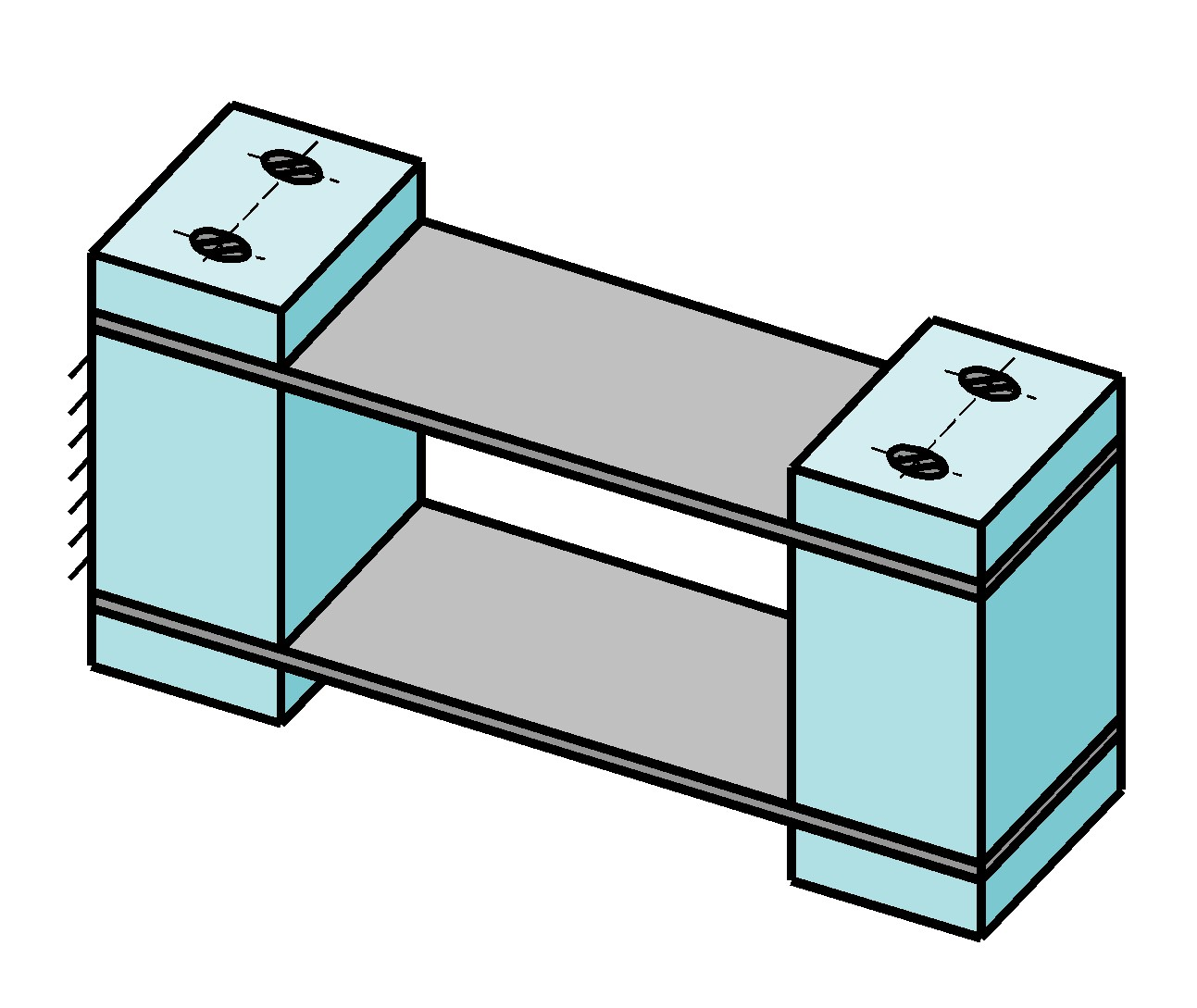
Prowadnica ze sprężynami płaskimi

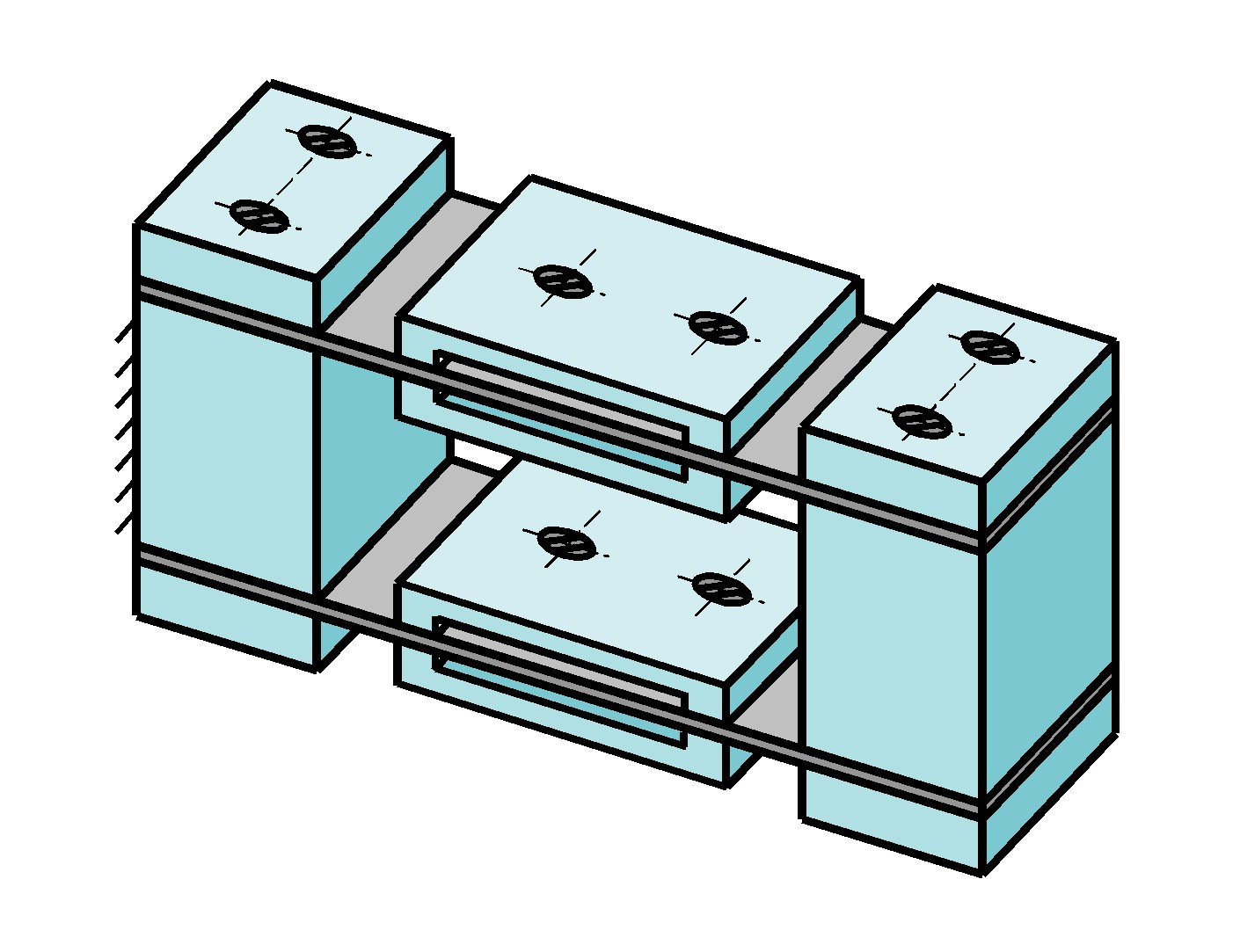
Prowadnica ze sprężynami płaskimi usztywnionymi nakładkami

Prowadnica sprężysta – rodzaj prowadnicy wykorzystującej do prowadzenia elementy sprężyste. Najczęściej wykorzystywany jest układ dwu równoległych sprężyn płaskich, membran lub mieszków sprężystych. Prowadnice sprężyste są często stosowane do prowadzenia trzpienia pomiarowego w przyrządach do pomiaru przemieszczenia.

## Zalety prowadnic sprężystych
- prosta konstrukcja i łatwość wykonania
- brak luzów
- brak tarcia zewnętrznego – minimalne straty energii
- brak zużycia
- brak potrzeby smarowania
- kontakt elektryczny z elementem ruchomym
- duża sztywność w kierunku poprzecznym

## Wady prowadnic sprężystych
- odchylenie od prostoliniowości ruchu (możliwe do wyeliminowania poprzez zdublowanie układu)
- realizowane niewielkie przesunięcia
- występowanie siły zwrotnej
- wrażliwość na przeciążenia siłą poprzeczną lub momentem

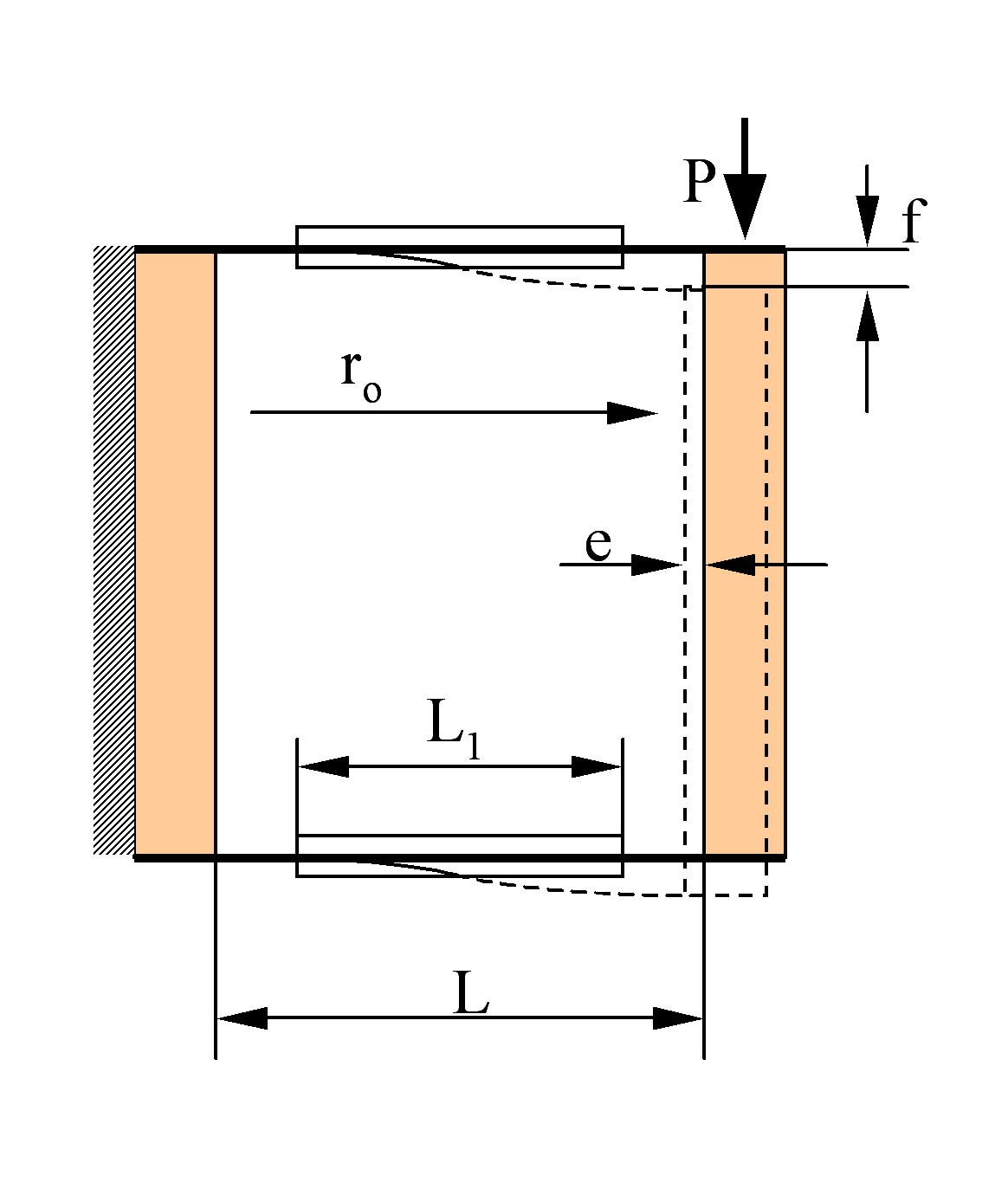
Prowadnica ze sprężynami płaskimi – oznaczenia

## Obliczenia
W przypadku ogólnym sprężyn o długości {\displaystyle L} usztywnionej nakładkami o długości {\displaystyle L_{1}} przemieszczenie {\displaystyle f} w kierunku działania siły {\displaystyle P} można wyznaczyć ze wzoru:
{\displaystyle f={\frac {PL^{3}}{24EJ}}(1-m^{3})={\frac {PL^{3}}{2Ebh^{3}}}(1-m^{3}),}
gdzie:
{\displaystyle m={\frac {L_{1}}{L}},}
{\displaystyle E} – moduł Younga,
{\displaystyle J} – moment bezwładności przekroju poprzecznego sprężyny,
{\displaystyle b} – szerokość sprężyny,
{\displaystyle h} – grubość sprężyny.
Przy założeniu, że ugięcie {\displaystyle f} jest małe w stosunku do długości sprężyn {\displaystyle L,} element prowadzony przemieszcza się równolegle, a wszystkie jego punkty zataczają łuki o promieniu zastępczym {\displaystyle r_{0}.}
Dodatkowe przesunięcie {\displaystyle e} wynikające z ruchu po okręgu można wyliczyć ze wzoru:
{\displaystyle e\approx {\frac {f^{2}}{2r_{0}}},}
gdzie:
{\displaystyle r_{0}\approx {\frac {L(5+m^{2})}{6}}} – promień zastępczy (aproksymacja zależności doświadczalnej podanej przez W. Lotze’go).